# 幾何学基礎論
幾何学基礎論（きかがくきそろん、英: foundation of geometry、独: Grundlagen der Geometrie）は、ユークリッド幾何学の公理系に関する研究である。
平行線公準の問題より非ユークリッド幾何学が生まれたが、それは同時にユークリッド幾何学の厳密性にも疑問が投げかけられることでもあった。すなわち、
- 無矛盾な幾何学を作るにはどのような公理系が必要であるか？
- 更にそれらの公理系から構成される幾何学はどのような構造を持つか？
- それらの複数の異なる公理系の幾何学の体系間の関係はどうなっているのか？

という疑問を解決すべく幾何学基礎論の研究が進められてゆくこととなる。
同時期にはラッセルのパラドックスにみられるように集合論でも似たような問題が起こり、数学の基礎そのものに疑問が持たれる時代であったが、ヒルベルトは形式主義に基づく方法によって、これらの問題を解決すべくヒルベルトの公理系を考案した。彼の著した『幾何学基礎論』はユークリッド幾何学の公理系を最も厳密に吟味した著作としても有名である。
また更に現代的なものとしてタルスキの公理系がある。"Metamathematische Methoden in der Geometrie"でその詳細を確認できる。